# 李錫津
李錫津（英語：或，1948年4月25日—），中華民國教育與政治人物，雲林斗六人，畢業於國立中興大學農學院，曾任國中教師、督學，後於國立台灣師範大學教育研究所獲碩士，並赴美國北科羅拉多大學研究所博士班進修。他曾擔任國民中學教師、臺北市政府教育局秘書與科長、松山家商校長、臺北市政府教育局副局長、臺北市立建國高級中學校長、台北市政府教育局局長、臺北市政府公務人員訓練中心主任、嘉義市副市長等職務。2011年獲台北教育大學頒發榮譽博士學位。他也寫作了數本與教育相關的著作。